# Universitetet i Torino
Universitetet i Torino (Università degli Studi di Torino, UNITO) ligger i byen Torino i Piemonte-regionen i det nordvestlige Italien. Det blev stiftet i 1404 (det var dog lukket fra 1536-1558. 
Universitetet opstod i en periode med ustabilitet i Lombardiet, da forelæsere fra universiteterne i Pavia og Piacenza foreslog, at der skulle oprettes et lærested for højere uddannelse i området. Valget faldt på Torino, da byen lå centralt, var bispesæde og prins Louis af Savoien var villig til at at etablere universitetet på sin egen jord. I efteråret 1404 kom der en pavelig bulle fra modpaven Johannes XXIII, som etablerede universitetet. Det blev formelt godkendt både af kejseren og paven i Rom, og fik en række pavelige privilegier.